# 鈴井の巣 presents n×u×k×i
『鈴井の巣 presents n×u×k×i』（すずいのす プレゼント ヌキ）は、2001年4月27日から12月24日まで、北海道テレビで毎週金曜深夜に全26回放送された、鈴井貴之の冠番組である深夜バラエティ番組。放送時間は番組開始当初は23:09 - 23:39、後に6分繰り下げの23:15 - 23:45（いずれもJST）。
1999年4月から2001年4月まで、HTBにて放送された深夜バラエティ番組『鈴井の巣』の第2弾。番組内容としては所謂恋愛バラエティに類するもので、一般公募によってランダムに選ばれた視聴者の男女数人を集めてロケを行い、合同コンパでのカップル成立を出演者が手助けするというものであった。番組主催の合コンは放送期間中に7度行われたものの、番組終了まで1組も成立することができなかった。

## 出演
- 鈴井貴之（企画・構成も担当）
- 大泉洋（TEAM NACS）
- 安田顕（TEAM NACS）
- 北川久仁子

## スタッフ
- 企画・構成：鈴井貴之
- プロデューサー：土井巧
- ディレクター：杉山順一、多田健、白取茂一
- 撮影：坂本忠昭、鈴木武司
- 音声：松澤聡、末永大輔
- 音響効果：工藤哲也
- スタイリスト：小松江里子
- 美術：BgBee
- 協力：CREATIVE OFFICE CUE
- 制作著作：北海道テレビ放送